# Chersonesia cyanee
Chersonesia cyanee är en fjärilsart som beskrevs av Nicéville 1893. Chersonesia cyanee ingår i släktet Chersonesia och familjen praktfjärilar. Inga underarter finns listade i Catalogue of Life.